# دانيال هوتون
دانيال هوتون (5 يوليو 1998 في المملكة المتحدة - ) (بالإنجليزية: Daniel Houghton)‏ هو لاعب كريكت بريطاني. لعب مع Leeds/Bradford MCC University ‏.

## وصلات خارجية
- دانيال هوتون على موقع إي آس بي آن كريك إنفو (الإنجليزية)